# Crypsedra
Crypsedra là một chi bướm đêm thuộc họ Noctuidae. Nó chỉ có một loài:
- Crypsedra gemmea Treitschke, 1825